# 中国鉄路武漢局集団有限公司
中国鉄路武漢局集団有限公司（ちゅうごくてつろぶかんきょくしゅうだんゆうげんコンス）は、中華人民共和国中国国家鉄路集団に属する鉄道運営会社の一つである。略称は武漢局、武局、武鉄。鄭州鉄路局の武漢分局と襄樊分局を合わせて2005年3月18日に設立された武漢鉄路局はその前身。管轄範囲は湖北省全域と河南省の南部及び安徽省の一部路線である。管理している路線は89本有り、その中には京広線、京九線、宜万線、焦柳線、漢丹線、襄渝線、孟宝線、寧西線、武九線といった9本の国鉄Ⅰ級幹線鉄道及び京港旅客専用線、滬漢蓉旅客専用線、武九旅客専用線、武咸都市間鉄道、武岡・武黄都市間鉄道、武孝都市間鉄道といった6本の高速鉄道を含め、湖北省（出資比64.59%）と中国鉄路総公司（出資比35.41%）が投資した長荊線を代理で管理している。2018年2月時点で当社の管理する線路の総延長は11883.2kmで営業路線距離は5075.544km、269の駅を有する。

## 沿革
- 1958年10月1日 - 武漢鉄路管理局（1代目）が発足。
- 1961年8月 - 長沙鉄路管理局が武漢鉄路管理局に編入。武漢局は漢口、信陽と長沙の3の弁事処を管轄。
- 1963年4月1日 - 武漢鉄路管理局が武漢鉄路管理分局に改編され、鄭州鉄路管理局に編入。当分局は湖北省内の鉄道を管理。
- 1966年6月1日 - 武漢鉄路管理分局の一部を分離させ襄樊鉄路管理分局が成立。鄭州鉄路局に属する。
- 1971年7月1日 - 鄭州鉄路局が分割され、武漢鉄路局（2代目）が発足。主に湖北省内の鉄道線路を管理し、武漢鉄路分局と襄樊鉄路分局が管轄下に置かれる。
- 1983年3月1日 - 武漢鉄路局及び管轄する武漢鉄路分局と襄樊鉄路分局が鄭州鉄路局に編入。
- 1987年3月 - 京広線孟廟～東篁店区間と孟宝支線を鄭州鉄路分局から武漢鉄路分局へ移管。
- 2005年3月18日 - 中華人民共和国鉄道部は武漢鉄路分局と襄樊鉄路分局を鄭州鉄路局から分離させ、武漢鉄路局（3代目）が復活。駅と工務段や客運段を直轄する体制を導入。
- 2005年5月15日 - 京九線淮濱～蔡山区間、寧西線潢川北駅～祖師廟駅区間を南昌鉄路局から武漢鉄路局へ移管。
- 2013年3月10日 - 中華人民共和国鉄道部が解体。武漢鉄路局の鉄道運行を担う管理機能は新設される武漢鉄路監督管理局に移行。
- 2017年11月19日 - 鉄路局会社化に伴い、中国鉄路武漢局集団有限公司に改名。

## 管轄範囲
| 路線名         | 区間                     | キロ程  | 備考 |
| -------------- | ------------------------ | ------- | ---- |
| 石武旅客専用線 | 漯河西駅 - 武漢駅        | 381.0km |      |
| 武広旅客専用線 | 武漢駅 - 赤壁北駅        | 約200km |      |
| 漢宜線         | 漢口駅 - 宜昌東駅        | 291.8km | 全線 |
| 宜万線         | 宜昌東駅 - 利川駅        | 288.0km |      |
| 合武線         | 漢口駅 - 三河駅          | 164.0km |      |
| 漢孝都市間鉄道 | 漢口駅 - 孝感東駅        | 61.8km  | 全線 |
| 武咸都市間鉄道 | 武昌駅 - 咸寧南駅        | 91.0km  | 全線 |
| 武黄都市間鉄道 | 武漢駅 - 大冶北駅        | 95.0km  | 全線 |
| 武岡都市間鉄道 | 葛店南駅 - 黄岡東駅      | 36.0km  | 全線 |
| 京広線         | 孟廟駅 - 蒲圻駅          | 530.6km |      |
| 漢丹線         | 漢口駅 / 漢西駅 - 丹江駅 | 412.0km | 全線 |
| 京九線         | 淮浜駅 - 蔡山駅          | 369.7km |      |
| 武九線         | 武昌駅 - 西河村駅        | 185.8km |      |
| 孟宝線         | 孟廟駅 - 余官営駅        | 98.0km  |      |
| 寧西線         | 小林駅 - 祖師廟駅        | 236.8km |      |
| 襄渝線         | 老河口東駅 - 胡家営駅    | 175.0km |      |
| 焦柳線         | 郜営駅 - 西斎駅          | 324.4km |      |
| 鴉宜線         | 鴉鵲嶺駅 - 小渓塔駅      | 49.0km  | 全線 |
| 長荊線         | 下辛店駅 - 荊門駅        | 181.2km | 全線 |

## 車務段
- 平頂山東駅
- 漯河駅
- 駐馬店車務段
- 信陽駅
- 武漢北駅
- 武昌駅
- 漢口駅
- 漢西車務段
- 武昌東車務段
- 襄陽北駅
- 襄陽駅
- 宜昌車務段
- 十堰車務段
- 麻城車務段
- 武漢客運段

## 機務段（機関区）
- 江岸機務段 (武局江段)
- 襄陽北機務段 (武局襄段)
- 武昌南機務段 (武局南段)
- 武漢機車検修基地（機関車の検査修理基地）
- 武漢供電段
- 襄陽供電段

## 車両段
- 江岸車両段
- 武昌旅客車両段
- 武漢動車基地

## 工務段
- 信陽工務段
- 武漢橋工段
- 襄陽工務段
- 荊門橋工段
- 麻城工務段
- 武漢工務大修段（重整備、重修繕）
- 武漢旅客専用線基礎施設メンテナンス基地

## 電務段
- 武漢電務段
- 襄陽電務段
- 武漢通信段
- 襄陽通信段
- 武漢高速鉄道通信段